# Большое Невольничье озеро
Большо́е Нево́льничье о́зеро (англ. Great Slave Lake, фр. Grand Lac des Esclaves) — озеро ледниково-тектонического происхождения, второе по площади в Северо-Западных территориях Канады (после Большого Медвежьего озера), пятое — в Северной Америке, и десятое — в мире, также является глубочайшим озером Северной Америки (глубина 614 м). На северном берегу озера располагается город Йеллоунайф — столица Северо-Западных территорий с 1967 года.

## Этимология
Название Грейт-Слейв-Лейк (англ. Great Slave Lake) происходит от одного из названий (Slave) проживающей в районе озера индейской народности дене (слэйви), которое им дали индейцы кри в связи со своими набегами для увода в рабство. Этот экзоним аналогично перевели на многие языки, как в случае Малого Невольничьего озера, рек Невольничья и Малая Невольничья.
В 2010-е годы в Канаде набирает силу движение за переименование озера. На денесулине — языке индейских племён, обитающих рядом с ним, — оно называется Ту-Недхе (Tu Nedhe) или Тучо (Tucho), что означает соответственно «Большое озеро» и «Большая вода». На наречии вилиде (местной ветви народа йеллоунайф) название озера звучит как Тиндее (Tinde’e).

## Гидрография и география
По площади поверхности Большое Невольничье озеро является пятым в Северной Америке. Длина озера — 480 км, ширина в разных местах от 50 до 226 км. Озеро неправильной формы, имеет два выдающихся рукава — Восточный и Северный. Площадь озера составляет 28 568 км², объём, по разным источникам, от 1070 до 2088 км³. Объём Главного бассейна измерен точнее и составляет немногим менее 600 км³, тогда как для глубокого Восточного рукава данные менее точны и являются причиной разброса в общих оценках. Максимальная глубина, согласно Канадской энциклопедии, достигает 614 м (в заливе Кристи), что делает Большое Невольничье глубочайшим озером Северной Америки и самым глубоким ледниковым озером Северной Америки и Европы. На большей части озера, за исключением Восточного рукава, глубины значительно меньше и в среднем составляют 32 м.
Озеро располагается в регионе с континентальным субарктическим климатом, который характеризуется прохладным летом, холодной зимой и относительно небольшим годовым объёмом осадков (среднегодовая норма в районе озера составляет около 280 мм, из которых примерно половина выпадает в виде снега). Средние температуры в окрестностях Йеллоунайфа колеблются от -27 °C в январе до 17 °C в июле. На протяжении 8 месяцев (с октября по июнь) в году озеро сковано льдом. Зимой лёд может выдержать вес грузовиков, и до 1967 года, пока вокруг озера не построили постоянное шоссе, товары в Йеллоунайф, расположенный на северном берегу, завозили по льду. До сих пор товары и топливо зимой доставляются по льду до алмазных шахт, расположенных в верховьях реки Коппермайн.
Площадь водосборного бассейна Большого Невольничьего озера составляет 380 тысяч квадратных миль (более 980 тысяч км²). Основные реки, впадающие в озеро, — Хей, Невольничья, Толсон, Сноудрифт и Йеллоунайф. Основным притоком озера (более ¾ общего объёма поступающей воды) служит Невольничья река; в 1960-е годы строительство плотины на реке Пис, в свою очередь питающей Невольничью, привело к падению уровня воды в Большом невольничьем озере. Этот фактор нивелируется повышением объёма осадков в бассейне водосбора, связанным с климатическими изменениями. Из озера вытекает река Маккензи; вода из Большого Невольничьего озера составляет примерно половину годового стока Маккензи в море Бофорта. Основной сток из озера идёт в западном направлении. По подсчётам 2006 года, проточность главного бассейна Большого Невольничьего составляет 14,2 года, а Восточного рукава — вдвое больше.
Озеро лежит южнее границы лесов, в переходной зоне между тайгой и тундрой. Наиболее густой лес располагается ближе всего к озеру, доминирующие виды деревьев в нём — ели и сосна Банкса. Геологически Большое Невольничье располагается на границе между древним Канадским щитом и более молодой Центральной платформой. Серые гнейсы побережья Большого Невольничьего озера являются одними из самых старых пород Земли — их возраст составляет 4,03 миллиарда лет. Положение озера на стыке двух крупных геологических структур отражается на его рельефе. Восточный рукав, лежащий на Канадском щите, изобилует островами, его берега причудливо изрезаны, а глубина велика. Дно основной части озера покрывают палеозойские отложения. Объём постгляциальных отложений на дне Восточного рукава минимален, и в целом в этой части намного меньше речных наносов, чем в основной части озера. Полуостров Пете́й (фр. Pethei) разделяет Восточный рукав на бухту Маклеод (англ. McLeod) на севере и бухту Кристи (англ. Christie) на юге. Единственный посёлок на Восточном рукаве — Люцел-Ке (Lutsel K’e) с населением около 350 жителей, преимущественно местных индейцев.

## Экология
В исследовании 1951 года был перечислен 21 вид рыб, обитавших в озере; позже к этому списку добавился ещё один вид, и рыбы ещё нескольких видов, по-видимому, заплывают в него, но не обитают постоянно. К 2022 году количество видов достигло 34. Из них наибольшее значение для рыболовецкого промысла имеют сельдевидный сиг и озёрный голец-кристивомер, которые с момента начала коммерческого рыболовства в озере (см. История) составляли более 90 % улова. Хотя популяция кристивомера в результате сократилась и после 1960-х годов представляет интерес только для рыболовов-спортсменов (разрешение на вылов действует в Восточном рукаве), сельдевидный сиг остаётся основным объектом промысла в XXI веке. Значительная часть прилова приходится на долю сибирского хариуса, ряпушки Артеди и белорыбицы. Реже встречаются нельма, щука, светлопёрый судак (эти три вида имеют некоторое промысловое значение), налим, два вида чукучанов и ещё несколько видов ряпушек. В суббасейне Большого Невольничьего озера интродуцирована микижа.
В донных отложениях и водных организмах Большого Невольничьего озера обнаружены загрязняющие агенты, в том числе связанные с горной добычей, ведущейся рядом с ним. Наиболее значительным загрязнителем стал мышьяковистый ангидрид — отход производства рудника Джайент (см. История). 237 тысяч тонн этого соединения захоронены в подземных контейнерах, но часть отходов в годы работы рудника попадала в озеро, загрязняя питьевую воду как для самого рудника, так и для Йеллоунайфа и других населённых пунктов, в особенности отрицательно отразившись на туземных общинах.
В 1978 году в район озера упал советский спутник «Космос-954», вызвав радиоактивное заражение местности.

## История
Большое Невольничье озеро образовалось в конце Висконсинского обледенения, примерно 10 тысяч лет назад. В это время граница льдов примерно совпадала с краем докембрийского Канадского щита. Льды, покрывающие северный склон континента, препятствовали водосбросу, и в результате возникло гигантское прогляциальное озеро Макконнелл, занимавшее площадь современных Большого Медвежьего, Большого Невольничьего озёр и озера Атабаска и пространство между ними. Сток этого огромного водоёма уходил в юго-восточном направлении — к Мексиканскому заливу. По мере отступления ледника наносы заполнили бывший рукав озера, формируя русло современной Невольничьей реки, остающейся его главным притоком.
Первые известные следы человеческой деятельности на озере датируются примерно 5000 лет назад, а наиболее богатые культурные слои, оставленные народом талтеилеи (предками дене), — периодом между 500 г. до н. э. и 1840 г. н. э. Эти археологические находки были сделаны на ограниченном участке восточного побережья озера. В XVIII и начале XIX века, согласно устной традиции народа тличо, этот народ воевал с йеллоунайф (татсаотине) на территории к северу от озера; конфликт был урегулирован около 1825 года.
Первым европейцем, увидевшим озеро, был британский торговец пушниной Сэмюэл Хирн (Samuel Hearne), который пересёк его по льду зимой 1771 года. В начале XIX века татсаотине начали развивать контакты с европейскими первопроходцами, в том числе согласившись в 1820 году выступить проводниками полярной экспедиции Джона Франклина. С конца XIX века дене начали торговать пушниной с представителями Северо-Западной компании, чья первая фактория в устье реки, ставшей известной как Невольничья, была открыта в 1786 году. После слияния в 1821 году Северо-Западной компании и Компании Гудзонова залива основным торговым постом на озере стал Форт-Резолюшн.
С 1867 до 1903 года в окрестностях озера открылись три интерната для индейских детей, один из которых закрылся в 1937 году, а два проработали до второй половины XX века. Договоры между индейскими племенами и федеральным правительством Канады, касавшиеся прав на озеро и земли вокруг него, были подписаны в 1903 и 1921 годах. Индейцев заверили, что они сохраняют права охотиться, ставить капканы и ловить рыбу в этом районе, но впоследствии это обещание было нарушено. Метисы, проживавшие в этих же местах, не были включены в договоры в качестве стороны, вместо этого получив одноразовую бумагу, закрепляющую их базовые права.

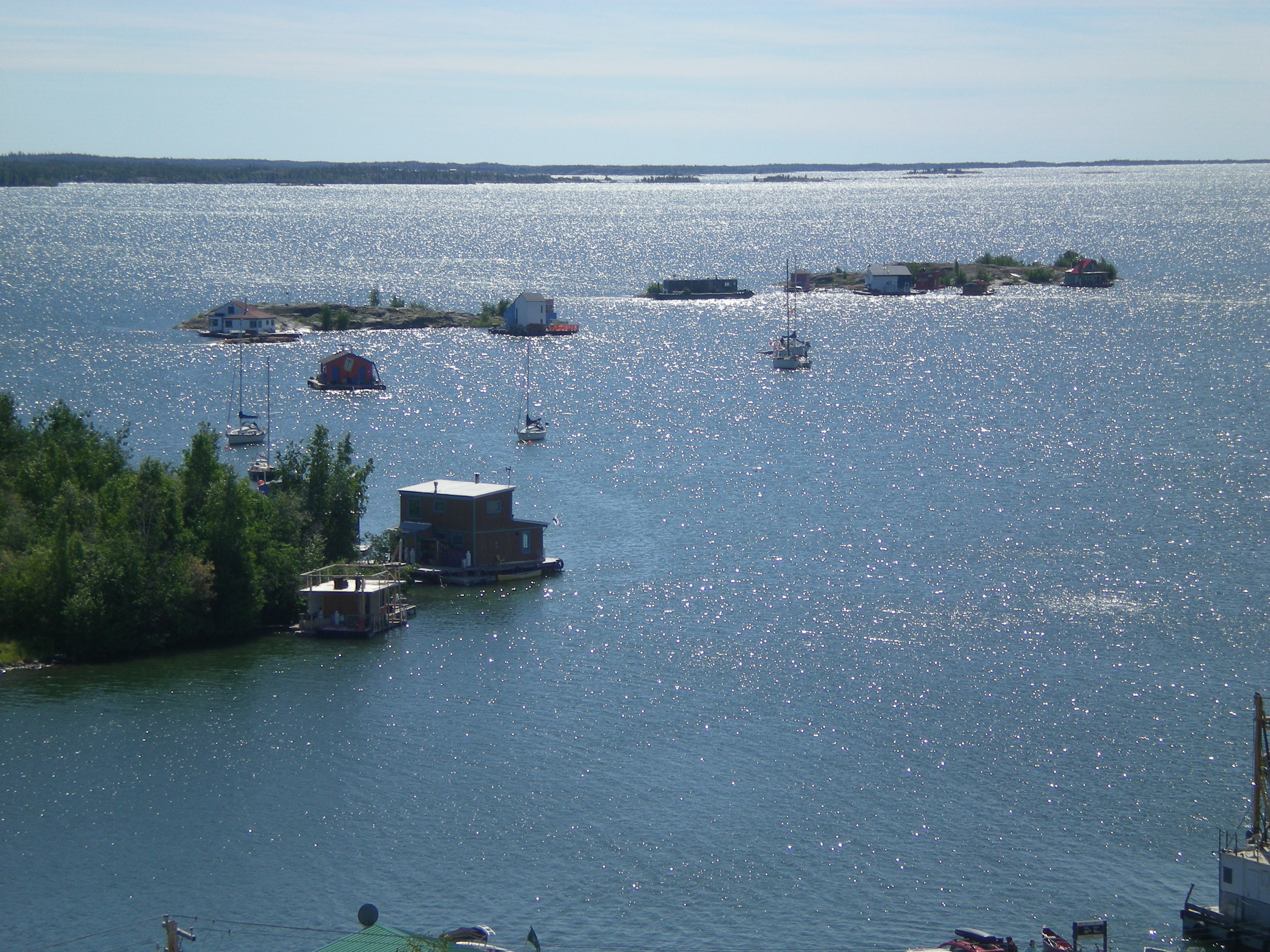
Большое Невольничье озеро в районе города Йеллоунайфа

В 1934 году на северном берегу озера было найдено золото. Это послужило толчком к началу золотой лихорадки, а к 1938 году добычу золота на озере в основном вела компания Consolidated Mining and Smelting (Cominco). Добыча на её крупнейших приисках — Кон и Джайент — продолжалась до начала 2000-х годов. Золотодобывающий промысел привёл к основанию на озере города Йеллоунайфа, получившего статус столицы территории с 1967 года. Ещё один населённый пункт, Пайн-Пойнт, возник на южном берегу озера как место жительства горняков, обслуживающих одноимённые открытые выработки, где добывались свинец и цинк. Город был заброшен после закрытия карьера в 1988 году. С 1990-х годов в районе озера ведётся добыча алмазов. В 1940-е годы, помимо горнодобывающей промышленности, на Большом Невольничьем озере также вёлся коммерческий лов рыбы; в основном добывались обыкновенный сиг и озёрный голец-кристивомер. Улов поступал в США, Западную Канаду и на местный рынок. Несмотря на первоначальные оценки, коммерческий лов значительно истощил запасы рыбы в озере, и не все виды оправились от этого в равной мере; в частности, восстановление поголовья нельмы заняло более полувека.
В 1967 году вокруг озера было построено шоссе, пригодное для эксплуатации в любое время года.